# Генерал ВВС
Генера́л вое́нно-возду́шных си́л (англ. General of the Air Force) — высшее воинское звание высшего офицерского состава (пятизвёздный генерал ВВС) в Военно-воздушных силах США. Соответствует армейскому званию «генерал армии». Звание присвоено лишь единожды 7 мая 1949 года Генри Харли Арнольду.